# 을화
〈을화〉(乙火)는 1978년 4월 《문학사상》에 발표한 김동리의 장편 소설이며, 1936년 발표한 단편 소설인 〈무녀도〉(巫女圖)를 개작한 작품이다. 한국의 전통 문화을 상징하는 무속신앙과 외래의 근대 문화를 상징하는 기독교의 갈등이나 대립 관계를 다룬 〈무녀도〉의 주제를 기초로 하여, 일제강점기 시대를 배경으로 한 시대극으로 재창조해 개화기 당시의 시대상을 반영하였다.

## 〈무녀도〉와의 차이점

### 기존등장인물의 이름과 설정의 변경 및 추가
| 이름 |               |
| \| 〈을화〉 \| 〈무녀도〉 \| \| --------------- \| ------------- \| \| 옥선 을화 \| 모화(毛火) \| \| 영술 \| 욱이(昱伊) \| \| 월희 \| 낭이(琅伊) \| \| 성도령 (성방돌) \| 낭이의 아버지 \| |               |
| 〈을화〉 | 〈무녀도〉    |
| 옥선 을화 | 모화(毛火)    |
| 영술 | 욱이(昱伊)    |
| 월희 | 낭이(琅伊)    |
| 성도령 (성방돌) | 낭이의 아버지 |

| 설정 | |
| \| 이름 \| 〈무녀도〉와 공통점 \| \| 이름 \| 〈무녀도〉와 변경(추가)점 \| \| --------------- \| -------------------------------------------------------------------------------------------------------------------------------------------------------------------------------------------------------------------------------------------------------------------------------------------------------------------------------------------------------------------------------------------------------------------------------------------------------------------------------------------------------------------------------------------------------------------------------------------------------------------------------------------------------------------------------------------------------------------------------------------------------------------------------------------------------------------------------------------------------------------------------------------------------------------------------------------------------------------------------------------------------------------------------------------------------------------------------------------------------------------------------------------------------------------------------------------------------------------------------------------------------------------------------------------------------------------------------------------------------------------------------------------------------------------------------------------------------------------------------------------------------------------------------------------------------------------------------------------------------------------------------------------------------- \| \| 옥선 을화 \| 경주의 한 작은 마을의 무당이며, 자식으로 이부남매를 두었다. 예수교인이 되어 돌아온 아들(영술)의 성서를 불사르며 무무를 추다 아들을 칼로 찔러 죽게 한다. \| \| 옥선 을화 \| 〈무녀도〉에는 없던 무당이 되고 자식을 가지는 과거가 추가되었다. 옥선이라는 이름으로 역졸 집안의 후손인 아버지와 함께 역촌 마을에서 살았으며 3살 때 아버지가 노름판을 벌이다 칼을 맞고 죽는다. 이후 온 마을의 머슴처럼 일하며 생계를 영위하던 홀어미 밑에서 자라며 16살 때 이웃집 총각 이성출과 관계를 가져 사생아인 아들(영술)을 낳는다. 그 뒤 아들을 어미에게 맡기고 52세 된 중늙은이의 소실로 들어갔으나 3년 뒤 남편이 병사하고 3달 뒤에 어미도 갑자기 죽게 된다. 이후 어린 아들을 데리고 홀로 살아가지만 아들마저 마마에 걸리자 을홧골 서낭당에 찾아가 기원하였다. 그 뒤 아들의 병은 고쳐졌으나 오히려 자신이 심하게 앓게 되었고 아들을 낫게 해준 빡지 무당으로부터 신내림을 받았다는 말을 듣는다. 그리고 중개자를 자처한 빡지 무당으로부터 내림굿을 받아 신딸이 되었고 21살에 을화(乙火)라는 이름을 받아 무당으로서의 삶을 살게 되었다. 점차 이름이 나게 되면서 빡지 무당의 작은 박수인 성도령(방돌)과 눈이 맞아 정분을 나누며 딸(월희)을 낳았다. 처음에는 남편 성방돌과 사이가 좋았지만 성 밖 동네의 태주 할미 집으로 이사간 뒤로 술집을 자주 찾으면서 박수 설화랑, 소장수들과 통정하는 부정한 행실을 보이자 남편은 가출하게 되고 딸과 함께 둘이서 살게 된다. 그러던 어느 날 몽달귀가 나오는 꿈을 꾸었는데 그날 실제로 예수교인이 된 아들이 돌아온다. 그리고 아들이 가족에 예수교를 전도하려 애쓰자 이에 저항하며 딸을 정 부잣집 오구굿판으로 데려가 무속신앙을 주입시키려 했다. 또한 아들이 교회에서 생부 이성출을 찾아내고는 생부의 집에 방문하는 일에 대해 극구 반대 의사를 표명하며 심한 갈등을 겪게 된다. 영술이 숨을 거둔 이후 찾아온 빡지 무당과 함께 어딘가로 나갔으며 〈무녀도〉와 달리 이야기가 끝날 때까지 죽지 않는 것으로 변경되었다. \| \| 영술 \| 무당(을화)의 아들이며, 여동생(월희)과는 이부남매이다. 절에 맡겨졌다가 예수교인이 되어 돌아온다. 이후 자신의 성서를 불사르던 어머니를 말리다 칼에 찔려 순교한다. \| \| 영술 \| 어머니가 이웃집 총각 이성출과 관계를 가져 태어난 사생아이며, 어렸을 적에 마마에 걸려 심하게 앓았다는 설정이 추가되었다. 또한 반상의 차별 없이 더 많이 배울 수 있도록 어머니로부터 기림사에 맡겨졌으나, 중들의 부정을 보고는 절을 뛰쳐나와 평양으로 가서 미국 선교사의 도움을 받아 예수교를 믿게 되는 과거가 추가되었다. 가족을 비롯한 고향 사람들에게 복음을 전하기 위해 집으로 돌아와 전도에 힘썼으나 뜻대로 되지 않았다. 그리고 예배처로 마을의 교회당을 찾아가 박건식 장로를 만나게 되고 자신의 옛 과거를 고백하자 격려를 받은 것을 계기로 박 장로를 정신적 사부로 삼았다. 이후 여동생(월희)에게 전도하려 교회로 데려가는 등 애를 썼지만 실패했고 여동생이 정 부잣집 아들의 소실로 들어가는 것에 대해 극구 반대 의사를 표명한다. 또한 교회에서 찾아낸 생부 이성출이 자신을 아들로 맞아들이려 한다는 소식을 박 장로에게 듣게 되고는 생부의 집을 방문하며 그의 성을 되찾게 되었다. 하지만 생부의 집에 가거나 머무는 일에 대해 어머니의 극렬한 반대에 부딪쳐 심한 갈등을 겪는다. 그 뒤 어머니가 휘두른 칼에 가슴을 찔리자 박 장로의 집으로 옮겨졌고 자신의 영혼과 어머니의 구원을 위해 기도하다가 이튿날 순교하여 교회장이 치러졌다. \| \| 월희 \| 무당(을화)의 딸이며, 오빠(영술)와는 이부남매이다. 벙어리이며 그림을 잘 그린다. 어머니와 함께 둘이서 살고 있으며, 나중에 아버지(성방돌)를 따라 집을 떠난다. \| \| 월희 \| 어머니가 박수 성도령(방돌)과 눈이 맞아 태어났다는 설정과 벙어리가 되자 어머니가 그림 공부를 시켰다는 과거가 추가되었다. 어머니와 오빠가 서로 자신이 믿는 종교를 주입시키기 위해 갈등을 벌이던 도중, 어머니의 정 부잣집 오구굿판과 오빠의 교회를 차례로 다녀오며 굿과 예배를 모두 경험하게 되었다. 그리고 오구굿판에서 정 부잣집 아들의 눈에 띄어 자신을 소실로 들이겠다는 말이 나오게 되지만 오빠는 극렬한 반대 의견을 표명한다. 〈무녀도〉와 달리 어머니가 죽지 않고 살아있는 상태에서 아버지를 따라 집을 떠나는 것으로 변경되었다. \| \| 성도령 (성방돌) \| 무당(을화)의 남편이며, 경주 동쪽의 해안가에서 건어물 가게를 하고 있다. 나중에 딸(월희)을 데리고 집을 떠난다. \| \| 성도령 (성방돌) \| 빡지 무당과 떠돌이 환쟁이 사이에서 태어난 아들이자 작은 박수이며, 을화의 굿을 따라다니다 어느 달 밝은 밤에 숲 속 모래밭에서 서로 관계를 가져 월희의 아버지가 되었고, 성 밖 동네의 태주 할미 집으로 이사간 뒤로 을화가 술집을 자주 찾으면서 부정한 행실을 보이자 이를 말리다 결국 가출하게 되었다는 과거가 추가되었다. 〈무녀도〉와 달리 을화가 죽지 않고 살아있는 상태에서 월희를 데리고 집을 떠나는 것으로 변경되었다. \| | |
| 이름 | 〈무녀도〉와 공통점 |
| 이름 | 〈무녀도〉와 변경(추가)점 |
| 옥선 을화 | 경주의 한 작은 마을의 무당이며, 자식으로 이부남매를 두었다. 예수교인이 되어 돌아온 아들(영술)의 성서를 불사르며 무무를 추다 아들을 칼로 찔러 죽게 한다. |
| 옥선 을화 | 〈무녀도〉에는 없던 무당이 되고 자식을 가지는 과거가 추가되었다. 옥선이라는 이름으로 역졸 집안의 후손인 아버지와 함께 역촌 마을에서 살았으며 3살 때 아버지가 노름판을 벌이다 칼을 맞고 죽는다. 이후 온 마을의 머슴처럼 일하며 생계를 영위하던 홀어미 밑에서 자라며 16살 때 이웃집 총각 이성출과 관계를 가져 사생아인 아들(영술)을 낳는다. 그 뒤 아들을 어미에게 맡기고 52세 된 중늙은이의 소실로 들어갔으나 3년 뒤 남편이 병사하고 3달 뒤에 어미도 갑자기 죽게 된다. 이후 어린 아들을 데리고 홀로 살아가지만 아들마저 마마에 걸리자 을홧골 서낭당에 찾아가 기원하였다. 그 뒤 아들의 병은 고쳐졌으나 오히려 자신이 심하게 앓게 되었고 아들을 낫게 해준 빡지 무당으로부터 신내림을 받았다는 말을 듣는다. 그리고 중개자를 자처한 빡지 무당으로부터 내림굿을 받아 신딸이 되었고 21살에 을화(乙火)라는 이름을 받아 무당으로서의 삶을 살게 되었다. 점차 이름이 나게 되면서 빡지 무당의 작은 박수인 성도령(방돌)과 눈이 맞아 정분을 나누며 딸(월희)을 낳았다. 처음에는 남편 성방돌과 사이가 좋았지만 성 밖 동네의 태주 할미 집으로 이사간 뒤로 술집을 자주 찾으면서 박수 설화랑, 소장수들과 통정하는 부정한 행실을 보이자 남편은 가출하게 되고 딸과 함께 둘이서 살게 된다. 그러던 어느 날 몽달귀가 나오는 꿈을 꾸었는데 그날 실제로 예수교인이 된 아들이 돌아온다. 그리고 아들이 가족에 예수교를 전도하려 애쓰자 이에 저항하며 딸을 정 부잣집 오구굿판으로 데려가 무속신앙을 주입시키려 했다. 또한 아들이 교회에서 생부 이성출을 찾아내고는 생부의 집에 방문하는 일에 대해 극구 반대 의사를 표명하며 심한 갈등을 겪게 된다. 영술이 숨을 거둔 이후 찾아온 빡지 무당과 함께 어딘가로 나갔으며 〈무녀도〉와 달리 이야기가 끝날 때까지 죽지 않는 것으로 변경되었다. |
| 영술 | 무당(을화)의 아들이며, 여동생(월희)과는 이부남매이다. 절에 맡겨졌다가 예수교인이 되어 돌아온다. 이후 자신의 성서를 불사르던 어머니를 말리다 칼에 찔려 순교한다. |
| 영술 | 어머니가 이웃집 총각 이성출과 관계를 가져 태어난 사생아이며, 어렸을 적에 마마에 걸려 심하게 앓았다는 설정이 추가되었다. 또한 반상의 차별 없이 더 많이 배울 수 있도록 어머니로부터 기림사에 맡겨졌으나, 중들의 부정을 보고는 절을 뛰쳐나와 평양으로 가서 미국 선교사의 도움을 받아 예수교를 믿게 되는 과거가 추가되었다. 가족을 비롯한 고향 사람들에게 복음을 전하기 위해 집으로 돌아와 전도에 힘썼으나 뜻대로 되지 않았다. 그리고 예배처로 마을의 교회당을 찾아가 박건식 장로를 만나게 되고 자신의 옛 과거를 고백하자 격려를 받은 것을 계기로 박 장로를 정신적 사부로 삼았다. 이후 여동생(월희)에게 전도하려 교회로 데려가는 등 애를 썼지만 실패했고 여동생이 정 부잣집 아들의 소실로 들어가는 것에 대해 극구 반대 의사를 표명한다. 또한 교회에서 찾아낸 생부 이성출이 자신을 아들로 맞아들이려 한다는 소식을 박 장로에게 듣게 되고는 생부의 집을 방문하며 그의 성을 되찾게 되었다. 하지만 생부의 집에 가거나 머무는 일에 대해 어머니의 극렬한 반대에 부딪쳐 심한 갈등을 겪는다. 그 뒤 어머니가 휘두른 칼에 가슴을 찔리자 박 장로의 집으로 옮겨졌고 자신의 영혼과 어머니의 구원을 위해 기도하다가 이튿날 순교하여 교회장이 치러졌다. |
| 월희 | 무당(을화)의 딸이며, 오빠(영술)와는 이부남매이다. 벙어리이며 그림을 잘 그린다. 어머니와 함께 둘이서 살고 있으며, 나중에 아버지(성방돌)를 따라 집을 떠난다. |
| 월희 | 어머니가 박수 성도령(방돌)과 눈이 맞아 태어났다는 설정과 벙어리가 되자 어머니가 그림 공부를 시켰다는 과거가 추가되었다. 어머니와 오빠가 서로 자신이 믿는 종교를 주입시키기 위해 갈등을 벌이던 도중, 어머니의 정 부잣집 오구굿판과 오빠의 교회를 차례로 다녀오며 굿과 예배를 모두 경험하게 되었다. 그리고 오구굿판에서 정 부잣집 아들의 눈에 띄어 자신을 소실로 들이겠다는 말이 나오게 되지만 오빠는 극렬한 반대 의견을 표명한다. 〈무녀도〉와 달리 어머니가 죽지 않고 살아있는 상태에서 아버지를 따라 집을 떠나는 것으로 변경되었다. |
| 성도령 (성방돌) | 무당(을화)의 남편이며, 경주 동쪽의 해안가에서 건어물 가게를 하고 있다. 나중에 딸(월희)을 데리고 집을 떠난다. |
| 성도령 (성방돌) | 빡지 무당과 떠돌이 환쟁이 사이에서 태어난 아들이자 작은 박수이며, 을화의 굿을 따라다니다 어느 달 밝은 밤에 숲 속 모래밭에서 서로 관계를 가져 월희의 아버지가 되었고, 성 밖 동네의 태주 할미 집으로 이사간 뒤로 을화가 술집을 자주 찾으면서 부정한 행실을 보이자 이를 말리다 결국 가출하게 되었다는 과거가 추가되었다. 〈무녀도〉와 달리 을화가 죽지 않고 살아있는 상태에서 월희를 데리고 집을 떠나는 것으로 변경되었다. |

### 새로운 등장인물의 추가
| 이름                | 설정 |
| ------------------- | --- |
| 옥선(을화)의 어머니 | 역졸 집안의 후손인 남편과 함께 역촌 마을에서 살았으나, 옥선이 3살 때 남편이 칼을 맞고 죽자 온 마을의 머슴처럼 일하며 생계를 영위하였다. 옥선이 16살 때 사생아 영술을 낳고 52세 된 중늙은이의 소실로 들어가게 되자 영술을 맡아 키웠으며, 3년 뒤 복국을 잘못 먹고 갑작스럽게 죽었다. |
| 이성출              | 과거 옥선의 이웃집에 살았던 총각이다. 옥선이 16살 때 서로 관계를 가져 영술을 낳게 했으며, 나중에 교회에서 만난 영술이 박건식 장로를 통해 자신의 집으로 방문하자 영술을 크게 환영하며 아들로 맞아들였다. |
| 빡지 무당           | 을홧골 서낭당의 무당이다. 옥선이 마마에 걸린 영술을 데리고 오자 병을 고쳐줬으며, 옥선의 입무 과정에서 중개자를 자처하며 내림굿을 해주어 을화라는 이름의 무당이 되도록 했다. 영술이 숨을 거둔 이후 을화를 찾아와 함께 어딘가로 나갔다. |
| 태주 할미           | 을화가 살고 있는 집의 전 주인이자 점쟁이이다. 도술점의 영험을 얻기 위하여 마을 어린애를 유괴, 살해한 뒤 암매장한 범죄를 저질렀다. |
| 박건식 장로         | 을화의 마을에 세워진 교회당의 설립자이다. 원래는 양반 가문의 집안 출신의 지역 유지였으며, 일본 제국을 적이라 여기며 독립운동에 가담하고 계몽운동에도 참여하는 등 민족주의자 행보를 보였으나 태주 할미가 저지른 충격적인 범죄 사실을 전해 듣고는 미신 타파의 선구자가 되고자 예수교인이 되었다. 이후 영술이 찾아와 자신의 옛 과거를 고백하자 격려를 해주며 영술의 정신적 사부가 되었고, 교회에서 영술이 생부인 이성출을 찾아내자 영술이 생부의 집으로 가서 그의 성을 되찾을 수 있도록 도와주었다. 그 뒤 을화가 무무를 추며 성서를 불태우는 것을 말리던 영술이 칼에 찔리자 자신의 집으로 데려와 순교할 때까지 곁을 지켰고, 영술이 숨을 거둔 이후 교회장을 치러주었다. |

## 원작으로 한 작품
- 《을화》, 영화, 변장호 감독, 1979년 9월 28일 개봉
- 《을화》, 단막극 드라마, TV 문학관, 1980년 12월 18일 방영